# The Stretchers
The Stretchers — компьютерная игра в жанре головоломки, разработанная шведской студией Tarsier Studios и изданная японской компанией Nintendo эксклюзивно для Nintendo Switch. Она вышла 8 ноября 2019 года.

## Геймплей
В The Stretchers игрокам предстоит решать различные головоломки, основанные на ragdoll-физике. Они берут на себя роль медиков и должны добраться до локации, где находится пациент. Им доступна машина скорой помощи, которая умеет перепрыгивать через разные препятствия, например, заборы или стены. Оказавшись в отмеченном месте, игроки должны положить жителя на носилки, доставить его в машину скорой помощи и поехать в больницу. В The Stretchers можно играть в одиночном режиме, в котором контролировать придётся обоих медработников, или в кооперативном для двух человек, где каждый управляет своим персонажем. Игроки могут разблокировать новые костюмы и мебель для больницы, исследуя карту мира и зоны миссий. 
Комичный стиль и геймплей, рассчитанный на кооператив, The Stretchers напоминают рецензентам Overcooked, в то время как небрежное вождение машины скорой помощи похоже на игровой процесс Crazy Taxi.

## Отзывы
| Сводный рейтинг    | Сводный рейтинг |
| Агрегатор          | Оценка          |
| ------------------ | --------------- |
| Metacritic         | 75/100          |
| Иноязычные издания |                 |
| Издание            | Оценка          |
| GameRevolution     | 8/10            |

The Stretchers получила в целом положительные оценки от критиков, согласно агрегатору рецензий Metacritic.